# Neopuritanismo
O neopuritanismo ou ultrapuritanismo é movimento protestante reformado difundido no Brasil a partir da década de 1990, tendo como principal objetivo o retorno da tradição puritana em suas práticas litúrgicas conforme expressas no Século XVI. O movimento afirma que as igrejas reformadas são tolerantes com o pentecostalismo e flexíveis em pontos doutrinários fundamentais e que não subscrevem plenamente aos seus símbolos de fé, tendo como diferenciação uma visão mais conservadora sobre a participação de mulheres na liturgia,  a comemoração de datas religiosas e o uso de salmos nos cânticos.
Em um breve ensaio, o Rev. Christian S. Bittencourt, ex-professor de Teologia da Adoração no Seminário Teológico Presbiteriano Reverendo Ashbel Green Simonton no Rio de Janeiro, identificou os neopuritanos (ou ultrapuritanos) como um dos quatro grupos litúrgicos na Igreja Presbiteriana do Brasil: 
1. tradicionais conservadores (conservadores da velha escola);
2. evangélicos carismáticos;
3. tradicionais históricos (chamados de neo-ortodoxos conservadores);
4. neopuritanos (ultrapuritanos).

Todavia, os neopuritanos seriam o menor grupo, tendo sua presença concentrada na Região Nordeste do Brasil.

## História

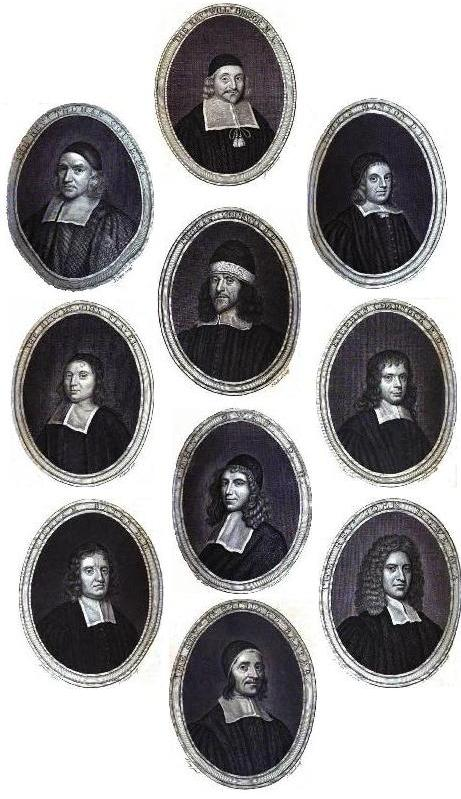
Galeria dos famosos teólogos puritanos do século XVII: Thomas Gouge, William Bridge, Thomas Manton, John Flavel, Richard Sibbes, Stephen Charnock, William Bates, John Owen, John Howe e Richard Baxter

O neopuritanismo é um movimento que surgiu na mesma época e nos meios meios que o Novo Calvinismo. A teologia, modus operandi, posições sociais e políticas entre ambos movimentos é virtualmente semelhante, mas divergem quanto ao conteúdo autorizado pelo princípio regulador do culto. O puritanismo foi um movimento calvinista inglês cujo objetivo principal era uma nova reformada na Igreja da Inglaterra, por considerar incompleta a reformada na mesma durante no Século XVI.
Os puritanos foram caracterizados pelo rigor moral, pela ênfase na simplicidade do culto e pela diversidade doutrinária.  Os puritanos foram calvinistas, mas divergiam-se quanto ao permanecer ou não como membros da Igreja da Inglaterra. O movimento puritano inglês original envolvia o presbiterianismo, congregacionalismo e grande parte dos batistas.
Os puritanos criaram o princípio regulador do culto, pelo qual proibiam toda prática litúrgica não ordenada expressamente na Bíblia. Além disso, foram os autores da Confissão de Fé de Westminster, Catecismo Maior de Westminster e Breve Catecismo de Westminster, todos estes documentos adotados pelas denominações presbiterianas.

## Doutrinas e práticas

### Restrição às mulheres no culto
Tradicionalmente, a Igreja Presbiteriana do Brasil (IPB), Igreja Presbiteriana Conservadora do Brasil (IPCB), Igreja Presbiteriana Fundamentalista do Brasil (IPFB) e Igrejas Reformadas do Brasil se opõem à ordenação de mulheres, de forma que mulheres não podem exercer qualquer função de autoridade eclesiástica nestas denominações. Sendo assim não existem em tais igrejas pastoras, presbíteras ou diaconisas.
Todavia, para o movimento neopuritano, deve ser restringido das mulheres não só a ordenação, mas também a manifestação pública em pregações e orações nas igrejas em qualquer hipótese. Conforme o neopuritanismo, a mulher é vedado pregar na igreja em qualquer situação.
Tais ensinos, baseiam-se em interpretação de I Coríntios 14.34 e I Timóteo 2.12 em que as epístolas paulinas proíbem a participação e manifestação das mulheres em determinadas práticas cúlticas.
Em 2012, a Comissão Executiva do Supremo Concílio (CE SC) da IPB permitiu que mulheres pregassem na igreja, desde que o fizessem em caráter excepcional, sob autoridade do pastor e sem que tenham sido ordenadas para o ministério. Em 2013 a decisão foi questionada, mas reafirmada.
Na reunião do Supremo Concílio da IPB de 2014 foi questionada a competência da Comissão Executiva para decidir sobre a matéria e informado que seria necessário nomear comissão que esclarecesse o significado da pergunta 158 do Catecismo Maior de Westminster quanto a possibilidade de mulheres pregarem. A comissão foi formada, revogadas as decisões da Comissão Executiva e definido que a decisão final sobre o assunto seria tomada no Supremo Concílio de 2018.
Em 2018, o Supremo Concílio (SC) da Igreja Presbiteriana do Brasil decidiu sobre o tema declarando que só era permitido que mulheres pregassem em situações excepcionais, ou seja, na ausência de oficiais e sob a supervisão do pastor. Na mesma decisão, o SC reafirmou a proibição da ordenação de mulheres a qualquer ofício (pastoras, presbíteras ou diaconisas) e proibiu que mulheres ordenadas em qualquer outra denominação preguem na Igreja Presbiteriana do Brasil.
Em 2022, as decisões anteriores foram revogadas. O Supremo Concílio da IPB decidiu que a pregação em culto solene é prerrogativa dos ministros ordenados (pastores). Além disso afirmou-se que, excepcionalmente, é permitida a pregação de presbíteros e candidatos ao ministério (seminaristas), além dos membros licenciados (em processo de ordenação ao ministério pastoral).
Na mesma decisão, foi determinado que em campos missionários que mulheres estivessem atuando como missionárias, o órgão ou igreja responsável deveria providenciar um pastor, presbítero ou candidato ao ministério para assumir a liderança da missão. Foi reconhecida a possibilidade de mulheres auxiliarem no trabalho missionário, evangelístico e educacional da igreja, desde que não exerçam a pregação em culto solene.
Também em 2022, o Supremo Concílio da IPB determinou que mulheres não devem participar da distribuição dos elementos da ceia do Senhor em hipótese alguma.
Tais mudanças de posicionamentos da IPB, restringindo cada vez mais a possibilidade de pregação de mulheres, até proibí-las completamente em 2022, mostra o alinhamento gradual da denominação com posicionamento neopuritano em relação ao assunto, embora a oração de mulheres em culto público não seja proibida pela igreja.
Já a Igreja Presbiteriana Independente do Brasil (IPIB) e Igreja Presbiteriana Unida do Brasil, ordenam mulheres em todas as funções eclesiásticas, tendo assim pastoras, presbíteras e diaconisas.
Na IPIB, parte dos membros da igreja na Região Nordeste do Brasil ainda se opõem a ordenação de mulheres, sobretudo pela influência neopuritana na região.

### Cânticos
Diferente de todos os demais grupos presbiterianos, os neopuritanos praticam a Salmodia Exclusiva, ou seja, só empregam o cântico de salmos metrificados em cultos públicos.
Além disso o cântico sempre é comunitário, sem grupo ou banda de música, corais, orquestras ou qualquer forma de cântico individual. Não são usados instrumentos musicais nos cultos, de forma que todos os cânticos são congregacionais.

### Natal
Os defensores do neopuritanismo rejeitam a celebração do Natal, por entenderem que não há referência bíblica que a ordene. Além disso, alguns neopuritanos entendem que o Natal tem origens no Paganismo e teria sido adaptado ao Cristianismo pela Igreja Católica Apostólica Romana.

## Oposição

### Augustus Nicodemus Lopes
Segundo o Rev. Augustus Nicodemus Lopes, a multiculturalidade brasileira é incompatível com as condições culturais em que era praticados os cultos puritanos do Século XVI. Assim sendo, as práticas neopuritanas não estariam se adequando corretamente a cultura local e com isto dificultariam a expansão da Fé Reformada no Brasil por questões culturais.

### Renato Vargens
Renato Vargens, pastor da Igreja Cristã da Aliança, criticou o movimento neopuritano, porque segundo o mesmo, a liturgia que não se adequa a contemporaneidade não evidencia santidade no culto. Segundo o autor, a igreja pode se relacionar com a cultura em que está inserida e permanecer fiel a sua doutrina, sem aderir a sincretizarão.

### Marcello Fontes
Segundo Marcello Fontes, as missões  reformadas no Brasil provocaram a aculturação do seus adeptos, rejeitando completamente a cultura brasileira. Conforme o autor, o neopuritanismo na Igreja Presbiteriana do Brasil é o reflexo de uma visão negativa da cultura nacional. Os neopuritanos seriam os reformados que se opõem a receber influência da cultura local no culto.

## Consequências

### Decisões da Igreja Presbiteriana do Brasil

#### Pregação de mulheres
Em 2008, foi apresentado documento a Secretaria Executiva do Supremo Concílio da Igreja Presbiteriana do Brasil, pelo Presbitério Sul Paulista (Sínodo de Pirantinga) tratando da restrição as mulheres de pregarem e orarem nos cultos públicos, na presença de homens adultos, bem como da salmodia exclusiva e rejeição de instrumentos musicais, corais e bandas na igreja.
A decisão tomada foi no sentido de que tais práticas não tinha amparo na Confissão de Fé de Westminster, Catecismo Maior de Westminster ou Breve Catecismo de Westminster e nem no Princípio de Liturgia, que regem a denominação. Declarou-se que a IPB é uma igreja litúrgica, que prima pelo culto solene, conforme o Princípio regulador do culto na Bíblia. O Supremo Concílio lamentou tais práticas e as considerou causadoras de contendas.
Em 2010, nova consulta foi feita, desta vez pelo Sínodo Bahia, Sínodo Piauí e Sínodo Norte de Minas direcionadas ao Supremo Concílio. A nova decisão considerou que a Secretaria Executiva não era o foro constitucional competente para tratar do documento em 2008, todavia, confirmou em nova decisão os mesmos termos da decisão anterior.
E em 2018 a o Supremo Concílio da Igreja Presbiteriana do Brasil declarou que só era permitido que mulheres pregassem em situações excepcionais, ou seja, na ausência de oficiais e sob a supervisão do pastor. Na mesma decisão, o SC reafirmou a proibição da ordenação feminina a qualquer ofício (pastoras, presbíteras ou diaconisas) e proibiu que mulheres ordenadas em qualquer outra denominação preguem na Igreja Presbiteriana do Brasil.
Em 2022, as decisões anteriores foram revogadas. O Supremo Concílio da IPB decidiu que a pregação em culto solene é prerrogativa dos ministros ordenados (pastores). Além disso afirmou-se que, excepcionalmente, é permitida a pregação de presbíteros e candidatos ao ministério (seminaristas), além dos membros licenciados (em processo de ordenação ao ministério pastoral).
Na mesma decisão, foi determinado que em campos missionários que mulheres estivessem atuando como missionárias, o órgão ou igreja responsável deveria providenciar um pastor, presbítero ou candidato ao ministério para assumir a liderança da missão. Foi reconhecida a possibilidade de mulheres auxiliarem no trabalho missionário, evangelístico e educacional da igreja, desde que não exerçam a pregação em culto solene.
Também em 2022, o Supremo Concílio da IPB determinou que mulheres não devem participar da distribuição dos elementos da ceia do Senhor em nenhuma hipótese.

#### Elementos de culto e salmodia exclusiva
Outra decisão aprovada no Supremo Concílio da IPB, em 2022, foi a publicação da "Carta Pastoral Sobre Práticas Chamadas Neopuritanas". 
Na carta, a denominação informou que é permitida certa diversidade em prática cúlticas em suas igrejas. Foi decidido que é do ministro (pastor), sob supervisão do Conselho da Igreja e do Presbitério, a responsabilidade pela condução da liturgia. Sendo assim, a prática da salmodia exclusiva ou não, o uso de instrumentos ou não e o uso de corais, grupos de louvor ou não, eram assuntos nos quais suas igrejas poderiam variar livremente.
Todavia, foi decidido que os pastores não podem tirar ou acrescentar nenhum dos seguintes elementos de culto: oração, leitura e pregação da Bíblia, os cânticos, ministração e recebimento dos sacramentos e ações de graças. Outro ponto importante da carta foi reafirmar que a IPB exige de seus pastores a subscrição integral de todas as doutrinas da Confissão de Fé de Westminster, de forma que qualquer ato cúltico contrário a tais padrões doutrinários devem ser objeto de disciplina por parte dos Presbitérios.

### Igreja Presbiteriana Tradicional do Brasil
No ano de 1992, dentro da Igreja Presbiteriana do Brasil, surgiu um grupo de membros que buscavam uma visão mais conservadora em relação às relações com a igreja e o movimento pentencostal. Este grupo se desligou da denominação em dezembro de 1992, e em janeiro de 1993 formou uma nova denominação presbiteriana no Brasil, a Igreja Presbiteriana Tradicional do Brasil (IPTB). Esta, possuiu apenas uma única igreja em Taguatinga, no Distrito Federal. Mesmo assim a igreja foi reconhecida internacionalmente, tendo seu nome relacionado entre as denominações reformadas brasileiras. Contudo, no ano 2008 o status do CNPJ da igreja foi baixado  pela Receita Federal devido inaptidão e o Rev. Benon Wanderley Paes voltou à Igreja Presbiteriana do Brasil.

### Igreja Puritana Reformada no Brasil
Na década de 2000, a União das Igrejas Evangélicas Congregacionais do Brasil sofreu uma tensão interna entre as posições teológicas pentecostal, arminiana e calvinista. Assim, em 2008 algumas congregações ligadas ao Rev. Elmir Júnior se separaram da união para formar a Associação das Igrejas Congregacionais Kalleyanas, que posteriormente passou a se chamar Igreja Puritana Reformada no Brasil que tem congregações em várias regiões do Brasil, mas com maior concentração no estado do Rio de Janeiro.